# Eugeniusz Pniewski

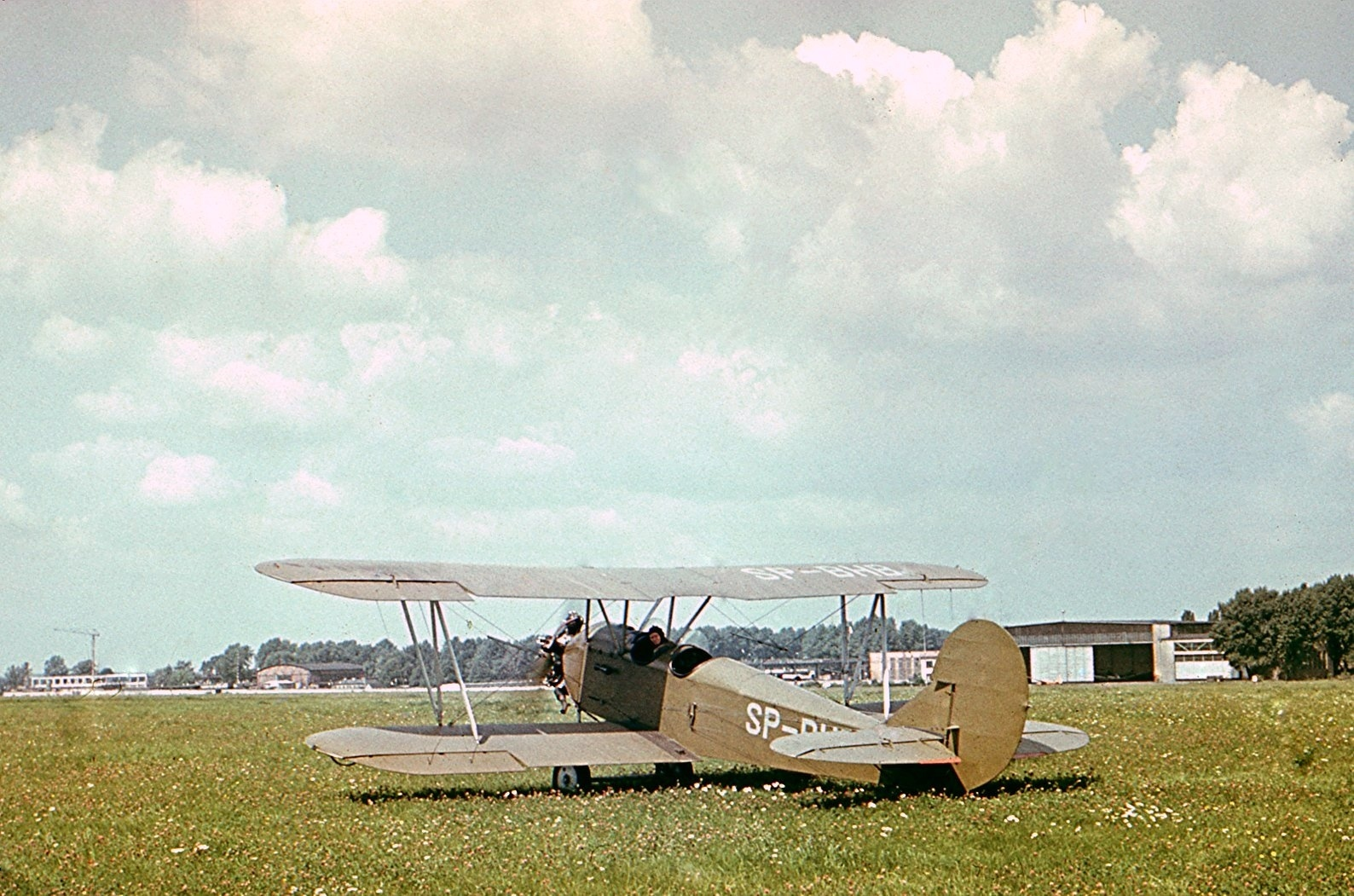
W kabinie CSS-13 SP-BHB ówczesny kierownik Aeroklubu Gliwickiego ppłk Eugeniusz Pniewski (Gliwice 1971)

Eugeniusz Pniewski (ur. 13 stycznia 1923 w Łukowie, zm. 1 listopada 2001 w Gdyni) – podpułkownik pilot Wojska Polskiego.

## Życiorys
W czasie wojny był żołnierzem Armii Krajowej. 1 stycznia 1945 roku został przyjęty do „Szkoły Orląt” w Dęblinie. Ukończył ją w 1946 roku. Służył na kolejnych stanowiskach w różnych pododdziałach lotniczych, np. w 1948 roku, pilot w 3. Pułku Lotnictwa Myśliwskiego. 17 lipca 1952 roku mjr Eugeniusz Pniewski oblatał pierwszy egzemplarz, będący kopią dostarczonego do WSK Mielec radzieckiego wzorca MiG-15. W roku 1952 został przeniesiony do rezerwy. W roku 1957 został przywrócony do służby w lotnictwie. Od lutego 1958 był zastępcą komendanta Oficerskiej Szkoły Lotniczej, a od sierpnia 1959 do czerwca 1963 komendantem. Od roku 1963 służył w 11 Dywizji Lotnictwa Myśliwskiego. W 1967 roku został przeniesiony do pracy poza wojskiem. Pełnił funkcję kierownika i wiceprezesa zarządu Aeroklubu Gliwickiego w Gliwicach. Po przejściu na emeryturę zamieszkał w Gdyni. Zmarł 1 listopada 2001 roku w Gdyni.

## Ordery i odznaczenia
- Krzyż Kawalerski Orderu Odrodzenia Polski
- Krzyż Armii Krajowej
- i inne.